# Эсаяс, Сильвиньо
Сильвиньо Рэнди Эсаяс (нидерл. Silvinho Randy Esajas; род. 8 июля 2002, Бокстел, Северный Брабант) — суринамский и нидерландский футболист, опорный полузащитник клуба «Волендам» и сборной Суринама.

## Клубная карьера
Эсаяс — воспитанник клубов «Зебюргия», итальянского «Эллас Верона» и АДО Ден Хааг. 4 апреля 2021 года в матче против «Утрехта» он дебютировал в Эредивизи в составе последнего. По итогам сезона клуб вылетел в Эрстедивизи. 21 октября 2022 года в поединке против «Де Графсхап» Сильвиньо забил свой первый гол за АДО Ден Хааг. В начале 2025 года Эсаяс перешёл в «Волендам». В матче против «МВВ Маастрихт» он дебютировал за новую команду.

## Международная карьера
26 марта 2025 года в отборочном матче Золотого кубка КОНКАКАФ против сборной Мартиники Эсаяс дебютировал за сборную Суринама.

## Достижения
«Волендам»
- Победитель Первого дивизион Нидерландов: 2024/25[нидерл.]